# U-141 (1940)
U-141 – niemiecki okręt podwodny (U-Boot) typu II D z okresu II wojny światowej. Okręt wszedł do służby w sierpniu 1940 roku. Wybrani dowódcy: Oblt. Heinz-Otto Schultze.

## Historia
5 maja 1941 roku wykryty i zaatakowany bombami głębinowymi przez samolot Lockheed Hudson. Uszkodzenia zmusiły U-141 do przerwania patrolu.
Wykorzystywany głównie jako jednostka szkolna. Odbył cztery patrole bojowe, podczas których zatopił 4 statki handlowe o łącznej pojemności 6 801 BRT, uszkodził jeden (5 133 BRT).
Zatopiony przez załogę 2 maja 1945 roku w Wilhelmshaven (operacja Regenbogen). Wrak wydobyto i złomowano, data nieznana.